# Wihr-au-Val
Wihr-au-Val é uma comuna francesa na região administrativa de Grande Leste, no departamento Alto Reno. Estende-se por uma área de 12,52 km². Em 2010 a comuna tinha 1 289 habitantes (densidade: 103 hab./km²).